# 愛帝宮
愛帝宮母嬰健康股份有限公司（英語：AIDIGONG MATERNAL & CHILD HEALTH LIMITED，港交所：286）是一家在香港交易所上市的香港地產公司，是從國際德祥集團換取上市。也即是羅兆輝（己去世）的東方紅收購本公司股權，更名為東方紅地產，但由於物業估值全部大跌，使本公司長期虧損，於是開拓創新產品為「節省能電」，同時引入長江基建作策略股東，但繼續長期虧損，故已終止業務，前身為「同佳國際健康產業集團有限公司」。
於是2003年，華人置業收購本公司股權，同時進行債務重組、合股、供股等。而在2007年，收購內蒙古伊澤礦業投資有限公司股權，同時和建滔化工集團合組位於青海省製造甲醇產品項目，但由於效益未能顯著，加上投資失敗，故此又是第二次終止業務。現在專注物業、及股票投資。
2012年6月17日，華置與主席兼大股東劉鑾雄齊齊持有合共62.26%的金匡（286）股份售予萬佳錫業（195）大股東兼執行董事張偉權，作價4.2366億元，以華置與劉鑾雄分別持金匡41.93%及20.33%計，兩者分別套現約2.85億元及1.38億元。

## 发展历程[1]
1990年9月，同佳国际健康产业集团有限公司(前称国际德祥集团有限公司)在百慕达注册成立。

2012年8月，Champion Dynasty Limited (「Champion Dynasty」)(张伟权先生为全资拥有)分别从华置集团和AK购买了1,018,380,590股及493,678,883股股份(合共 1,512,059,473股股份或相当于本公司已发行之股本62.26%)，自此以后Champion Dynasty成为本公司的控股股东。

2013年6月，收购东莞南方医大代谢医学研发有限公司。

2013年10月，同佳国际健康管理中心正式落户广州生物岛。

2014年1月，成立同佳国际投资基金有限公司。

2014年1月，重组乐满分健康快餐电商项目。

2014年6月，重组兆龙国际医疗投资管理集团有限公司。

2014年7月，集团成立广东同佳供应链管理有限公司。

2014年7月，与奥美之路签约组建少儿优势成长项目。

2014年7月，与广东盟星粮油有限公司成立合营公司----广东维菁坊食品有限公司。

## 外部連結
- http://www.aidigong.hk （页面存档备份，存于）